# Fédération gymnastique et sportive des patronages de France
Vous lisez un « article de qualité » labellisé en 2012.

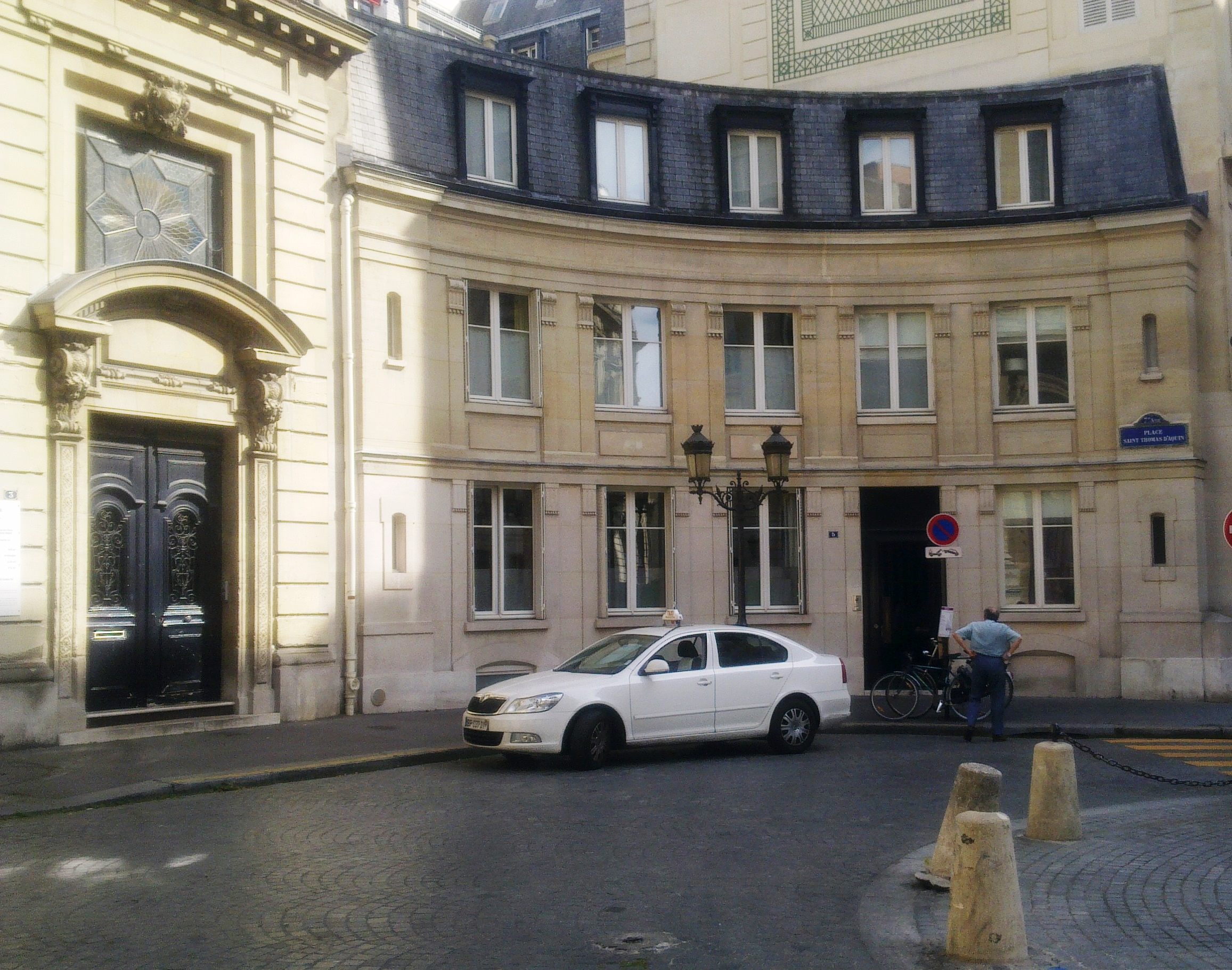
5 place Saint-Thomas d'Aquin, siège de la FGSPF à partir de 1905.

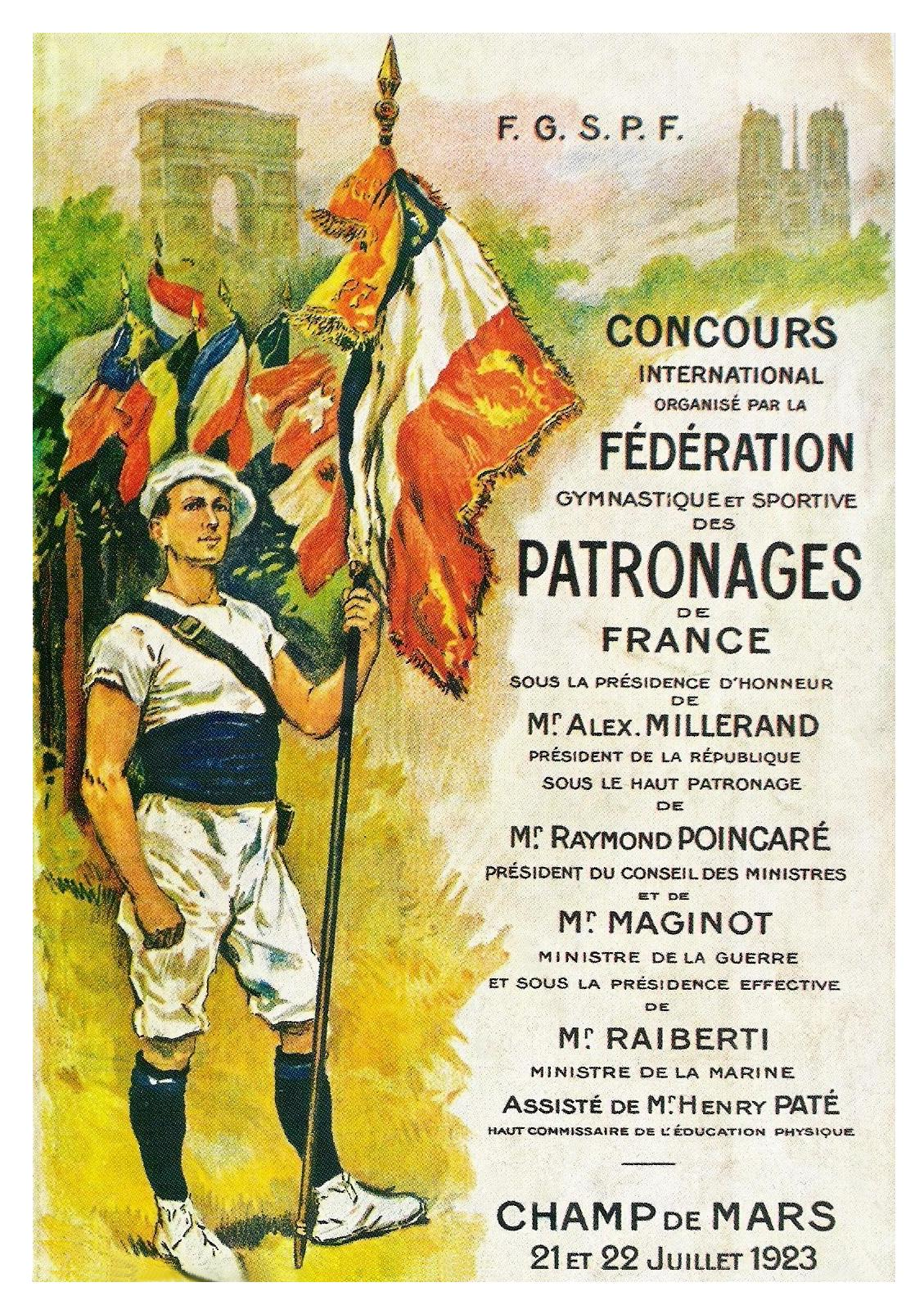
Affiche d'Alphonse Lalauze commandée pour le de la FGSPF, Paris 1923.

La Fédération gymnastique et sportive des patronages de France (FGSPF) est une fédération sportive française omnisports fondée en 1898, à Paris, par le docteur Paul Michaux sous le nom provisoire d’Union des sociétés de  gymnastique et d'instruction militaire des patronages et œuvres de jeunesse de France. Après avoir dû adopter transitoirement, en 1901, le titre de Fédération des sociétés catholiques de gymnastique, elle prend son nom définitif en 1903. Elle accueille l’organisation féminine du Rayon sportif féminin pendant l’Occupation et  fusionne définitivement avec celle-ci en 1947 pour devenir la Fédération sportive de France puis la Fédération sportive et culturelle de France en 1968.
Comme ses deux sigles initiaux le montrent bien, c’est avant tout une fédération gymnique, donc concurrente de l’Union des sociétés de gymnastique de France, cette dernière étant proche de la Ligue des patriotes et de la Ligue de l'enseignement qui s’affirment toutes deux laïques voire anticléricales. La FGSPF devient aussi concurrente de l’Union des sociétés françaises de sports athlétiques quand elle en vient à se préoccuper d’autres sports et plus particulièrement du football, car à côté de la gymnastique qui a motivé sa création, elle ne tarde pas à choisir aussi celui-ci comme sport de référence. Ses clubs s’affrontent de 1904 à 1914 lors du Championnat de France de football FGSPF qu’elle organise. En 1908 elle parvient à imposer le Comité français interfédéral qu’elle a créé un an plus tôt comme seule fédération reconnue par la Fédération internationale de football association.
L’apparition des fédérations sportives spécialisées après la Première Guerre mondiale ne semble pas lui poser de problèmes, contrairement à l’USFSA qui disparaît de la scène nationale. La FGSPF connaît même alors un développement exceptionnel, dans le domaine du basket-ball en particulier.

## Historique

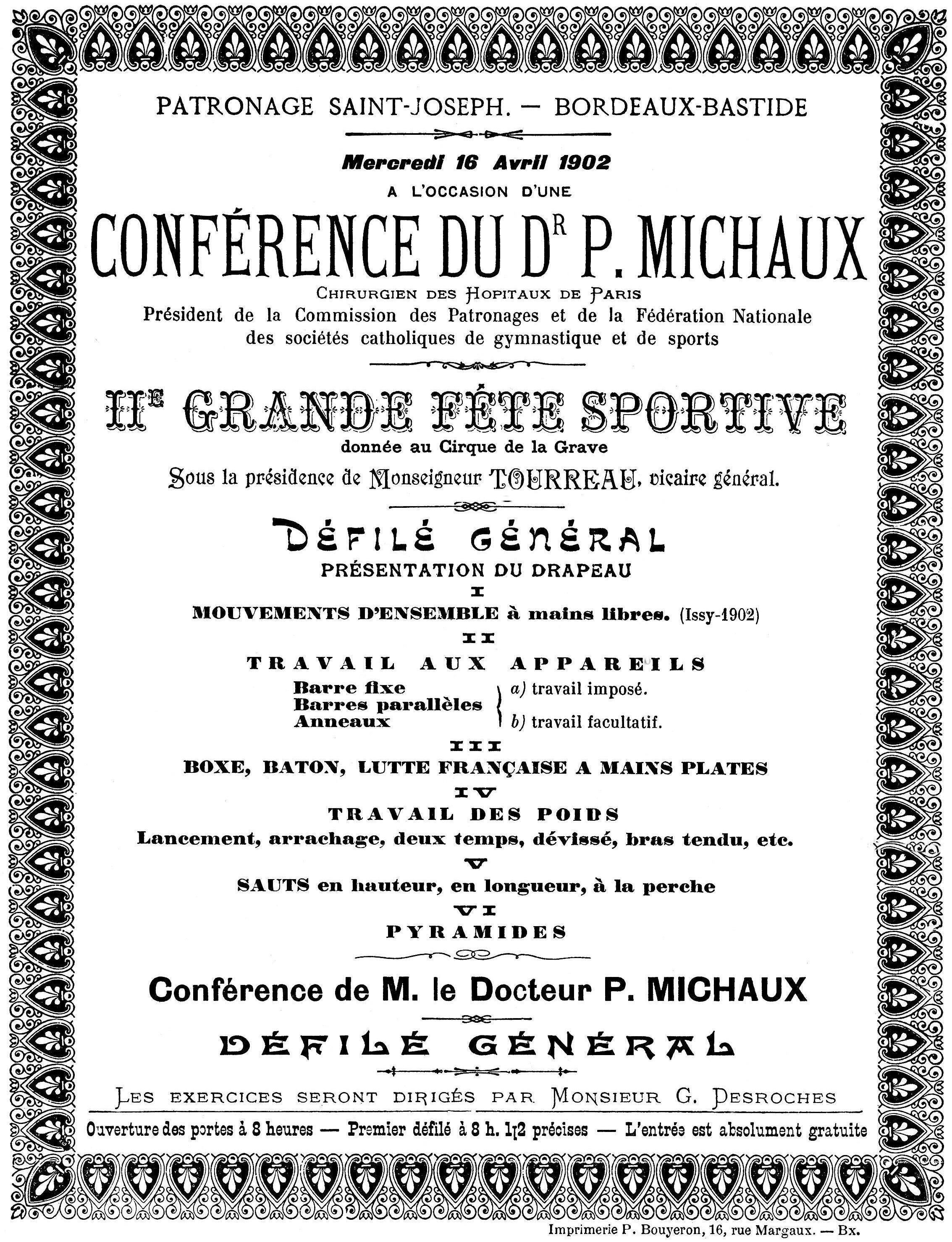
Conférence du Dr Paul Michaux le 16 avril 1902 à Bordeaux.

En 1891, l’encyclique Rerum novarum du pape Léon XIII légitime et conforte les patronages paroissiaux catholiques qui développent une tradition de jeux de course, ballons et échasses puis de gymnastique depuis près d’un siècle. Peu de temps après, l’anticléricalisme relayé par l’Union des sociétés de gymnastique de France (USGF) incite l’épiscopat français à envisager le regroupement de ses fidèles gymniques au sein d’une organisation spécifique. Lors de la Journée des patronages du 15 décembre 1897 tenue à l’Institut catholique de Paris son recteur, Mgr Péchenard propose donc un concours d'exercices physiques pour les patronages du diocèse de Paris. Le projet étant adopté par l'assemblée, c'est le Dr Paul Michaux qui se charge aussitôt de constituer une équipe avec un autre médecin, le Dr Fayet et quelques prêtres, dont l'abbé Louis Esquerré, fondateur en 1894 de l’œuvre du Bon-Conseil.
C’est chose faite dès l'année suivante, le Dr Michaux obtenant de la commission des patronages la création d’une organisation qui prend peu après le nom d' Union des sociétés de gymnastique et d’instruction militaire des patronages et œuvres de jeunesse de France (USGIMPOJF) remplacé, en octobre 1901, par la Fédération des sociétés catholiques de gymnastique (FSCG),. Le premier concours est organisé le 24 juillet 1898 à Paris, sous la présidence du contre-amiral Mathieu devant 3 000 spectateurs. En juin de l’année suivante, le second réunit à lvry, en présence d'Albert de Mun, près de 1 200 gymnastes dont certains venus du Nord, du Havre et de Reims. En 1900 l'exposition universelle de Paris décerne son Grand prix des œuvres sociales à une présentation de la nouvelle fédération due à Pierre Griffaton, son co-disciple de l'œuvre de Nazareth. Le quatrième concours, en 1901, rassemble 2 000 gymnastes devant 8 000 spectateurs.
Cette institution poursuit des buts certes apostoliques mais aussi hygiénistes — conformément aux idées développées alors par les grands physiologistes tels que Claude Bernard, Étienne Marey ou Paul Bert — et patriotiques à la suite des réactions consécutives à la défaite française de 1870. Pour ces deux objectifs, la gymnastique déjà pratiquée dans les patronages depuis Timon-David s’impose car le ministre Paul Bert lui donne mission de combler le fossé de plusieurs années entre les bataillons scolaires de l’école primaire obligatoire quittée à 13 ans et l’incorporation dans l’armée. À cette fin, tout instituteur passe, au cours de son service, trois mois dans l’école normale militaire de gymnastique de Joinville vouée à l’escrime et la gymnastique.
Réunie du 25 au 28 octobre 1903 à l'Institut catholique de Paris, la commission centrale des patronages de France, présidée alors par le Dr Michaux lui-même, émet - entre autres - le vœu « que dans chaque région, les directeurs s'entendent pour organiser des Unions régionales ou départementales de sociétés de gymnastique et de sport » et « que la formation des membres de nos patronages catholiques soit si virile et si fortement chrétienne que, le cas échéant, ils puissent participer sans danger moral et avec chances de succès aux concours de gymnastique organisés par d'autres sociétés, même non confessionnelles ». Le sport fait aussi rapidement son apparition avec la prise en compte du football dès 1901 et de la course à pied en 1903. La fédération en prend acte et le 14 décembre 1903 elle devient Fédération gymnastique et sportive des patronages de France. Cette même année paraît le premier numéro du journal Les Jeunes. L’année 1904 voit le premier cross et le premier championnat fédéral d’athlétisme à Saint-Cloud, puis le premier congrès fédéral de la Commission des patronages. Le journal Les Jeunes, d’abord simple encart de la revue Patronage, devient autonome et hebdomadaire à partir de mars 1905. Le 15 juillet, la fédération emménage dans ses premiers locaux au 5 place Saint-Thomas-d’Aquin ; Léon Lamoureux prend en charge l’administration le 14 novembre, vite secondé par Charles Simon.

### La gymnastique, le football, la guerre (1898-1918)

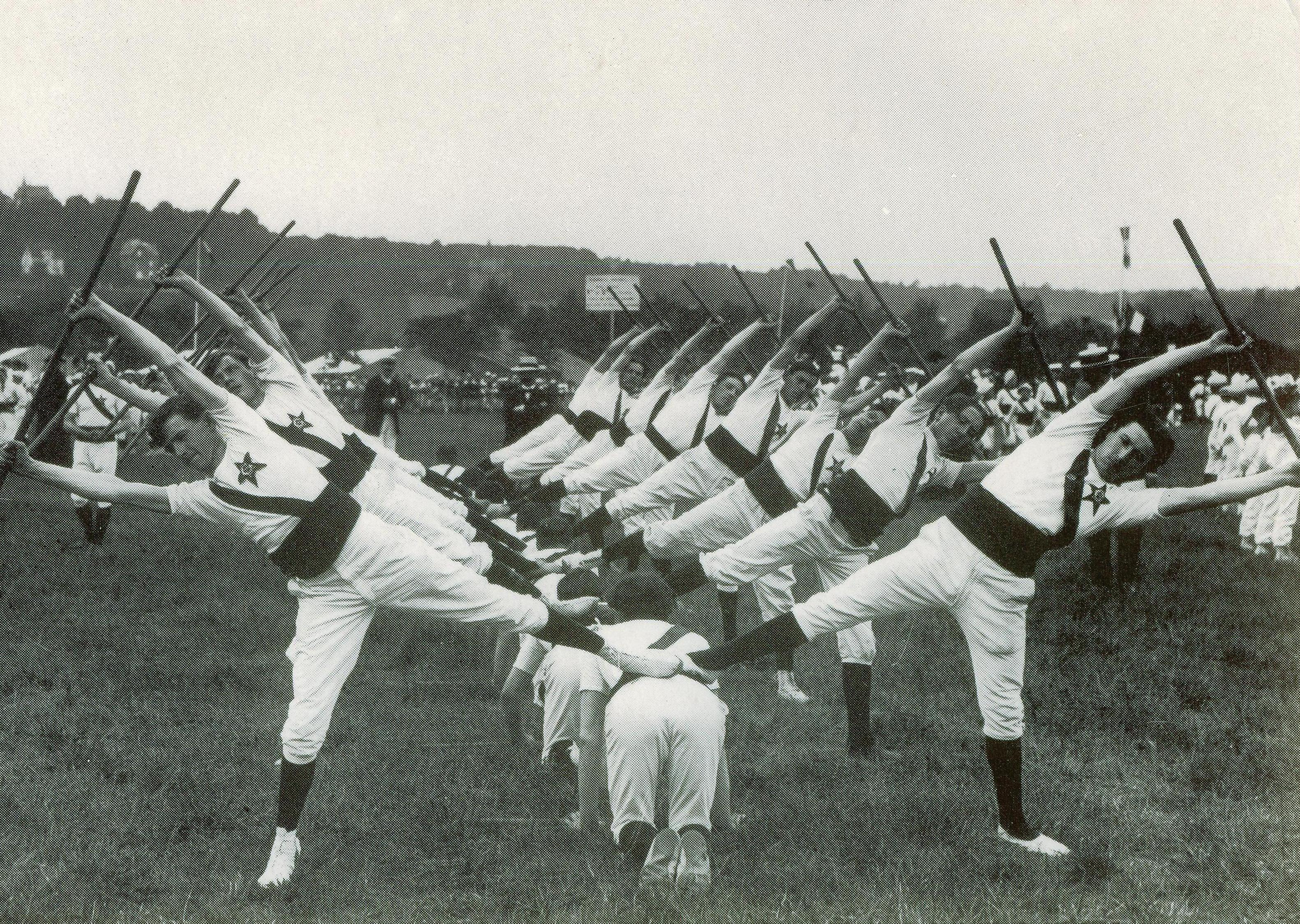
Concours régional de Seine-et-Oise de 1914, équipe championne.

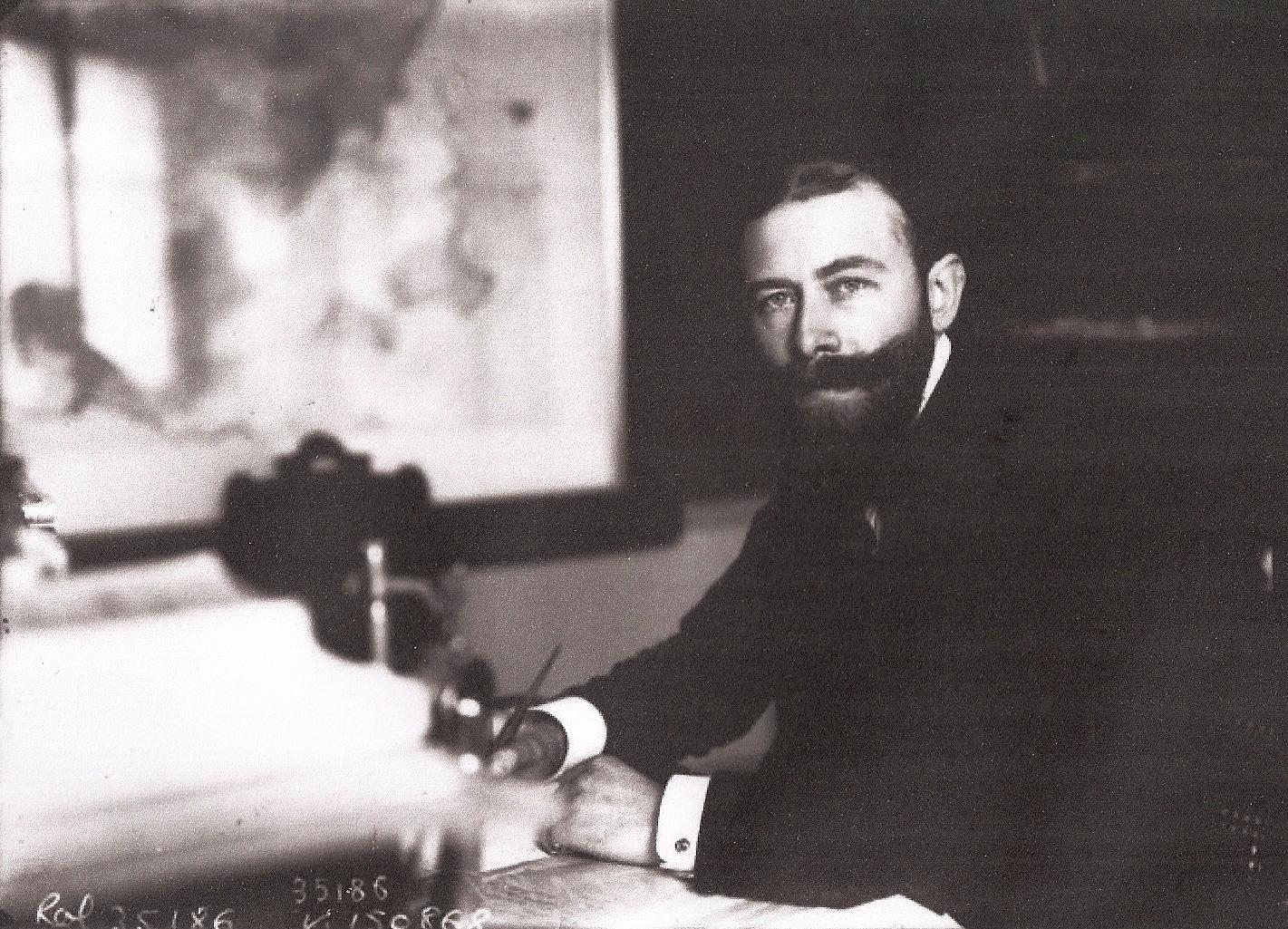
Charles Simon, secrétaire général de la FGSPF et président fondateur du CFI dans son bureau du 5, place Saint-Thomas-d’Aquin.

Cependant, la gymnastique reste bien l’occasion d’inscrire les catholiques dans le contexte patriotique et les grands concours qui préexistaient se multiplient, attirant à Paris des associations de province mais le développement de la fédération reste limité jusqu’en 1906. En 1908, l’hostilité des pouvoirs publics et des autres fédérations à l’égard des associations ayant répondu à l’invitation du pape pour participer aux concours de gymnastique de Rome en 1906 déclenche leur adhésion massive à la FGSPF. Par exemple, la région lyonnaise, qui possède sa propre Fédération des sociétés catholiques de gymnastique du Rhône et du sud-est, y adhère cette année-là. Certaines le font plus tardivement et peut-être sous la pression de la hiérarchie de leur diocèse comme la Fédération des sociétés de gymnastique du Nord en 1912.
Cette situation, qui irrite les anticléricaux, n’est pas sans risques. Si en septembre 1904 les troupes de l’abbé Deschamps se permettent de raccompagner Émile Combes, président du Conseil, à la gare d’Auxerre avec des clochettes et des sifflets, le 8 juin 1907 la Saint-Joseph des Épinettes laisse un mort et deux blessés graves sur le terrain. Le 11 juillet 1911, le concours de Roubaix mobilise 50 000 spectateurs et 8 000 gymnastes mais aussi 3 000 opposants anticléricaux et 400 gendarmes qu’il faudra renforcer de deux escadrons de dragons et de deux brigades de police. C’est la guerre et la situation perdure car trois semaines avant la déclaration de la Grande Guerre, le 12 juillet 1914 à Roanne, un préfet zélé mobilise l’armée et fait charger un défilé par la garde mobile au prétexte que des prêtres l’accompagnent. Néanmoins les ralliements se multiplient, en particulier en province et, le 8 octobre 1910 à Chantilly, c’est une société de Bordeaux, La Flèche, qui remporte le premier championnat fédéral de gymnastique. L’année suivante, 43 unions régionales et 1 250 sociétés affiliées participent au 9e congrès fédéral.

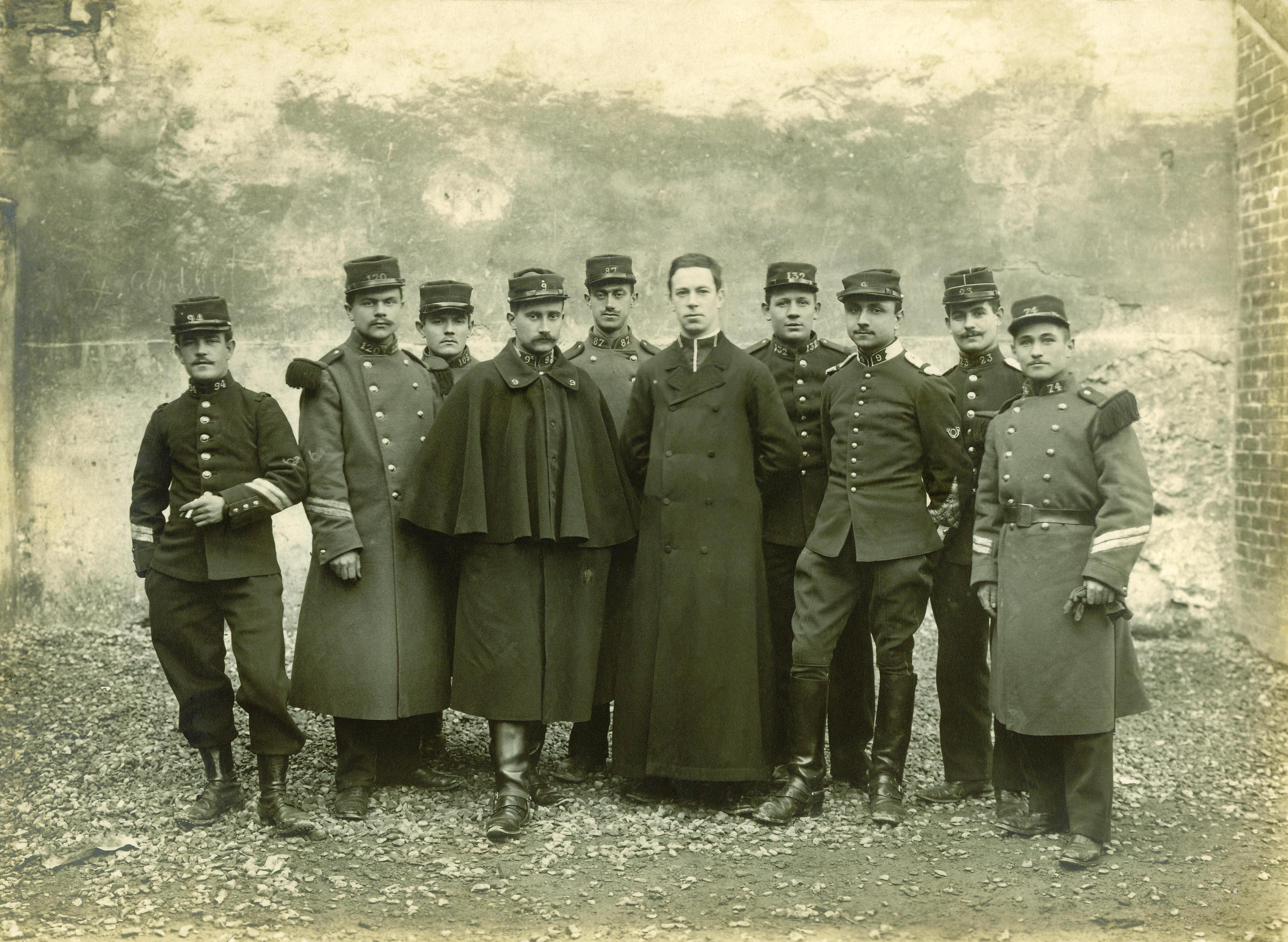
Directeur de patronage paroissial, entouré de ses permissionnaires en 1916.

Par solidarité avec les provinces françaises annexées à l’Allemagne, deux concours sont organisés à Nancy en 1907 puis en 1911. Lors du second des sociétés d’Alsace, de Belgique, de Hollande (province des Pays-Bas), d’Irlande, d’Italie et du Canada sont invitées. À cette occasion, la FGSPF rassemble 8 500 athlètes dans la capitale lorraine. Les 25 délégations étrangères constituent sur place l’Union internationale des œuvres catholiques d’éducation physique (UIOCEP) qui devient, en 1947, la Fédération internationale catholique d’éducation physique et sportive (FICEP). Paul Michaux en assure la vice-présidence et Charles Simon le secrétariat général. En décembre 1911, cette union se réunit à Rome pour établir ses statuts avec les encouragements de Pie XI.
En douze ans, la FGSPF a su fédérer l’essentiel des patronages des paroisses et des congrégations à vocation caritative. Mais ceux qui sont apparus au sein des établissements des ordres enseignants s’adressant aux élites sociales restent encore le plus souvent hors de son influence. Souhaitant établir grâce au sport un lien fort entre la jeunesse ouvrière et la jeunesse instruite, elle est la première fédération française à se préoccuper de sport scolaire à travers son Union gymnastique et sportive de l’enseignement libre créée le 10 février 1911 avec René Barbier de la Serre, déclarée le 29 mars 1911 et devenue l’Union générale sportive de l’enseignement libre (UGSEL) en 1935. La conquête de ce secteur s'avère laborieux car il est déjà largement prospecté par l'Union des sociétés françaises de sports athlétiques (USFSA) depuis plus de 20 ans comme en témoigne l'histoire du père Henri Didon et de son institut Albert-le-Grand d'Arcueil. La FGSPF, qui compte 13 clubs affiliés fin 1898, en enregistre 1 504 en 1914 contre respectivement 1 100 et 1 700 à ses rivales l'USGF et l'USFSA. Ses effectifs en font alors le premier mouvement sportif de France et les années d'après-guerre doublent rapidement le nombre des adhérents.
Pour le docteur Michaux, sous-tendu par l’espoir de reconquérir l’Alsace et la Lorraine, la préparation militaire et le tir sont aussi une priorité fédérale : en 1914, un lauréat sur trois du Brevet d’aptitude militaire l’a préparé au sein de la FGSPF. Celle-ci perd 25 000 de ses adhérents, tombés au champ d’honneur durant la Première Guerre mondiale, parmi lesquels beaucoup de cadres et de prêtres-directeurs. En novembre 1914, Paul Michaux estime que plus de 50 000 jeunes des patronages sont présents sous les drapeaux. La FGSPF n’interrompt cependant pas ses activités, et Paul Michaux peut organiser le premier concours d’après-guerre dans une grande ville redevenue française : 7 000 gymnastes venus de tout l’hexagone se retrouvent à Metz dès le 4 août 1919.

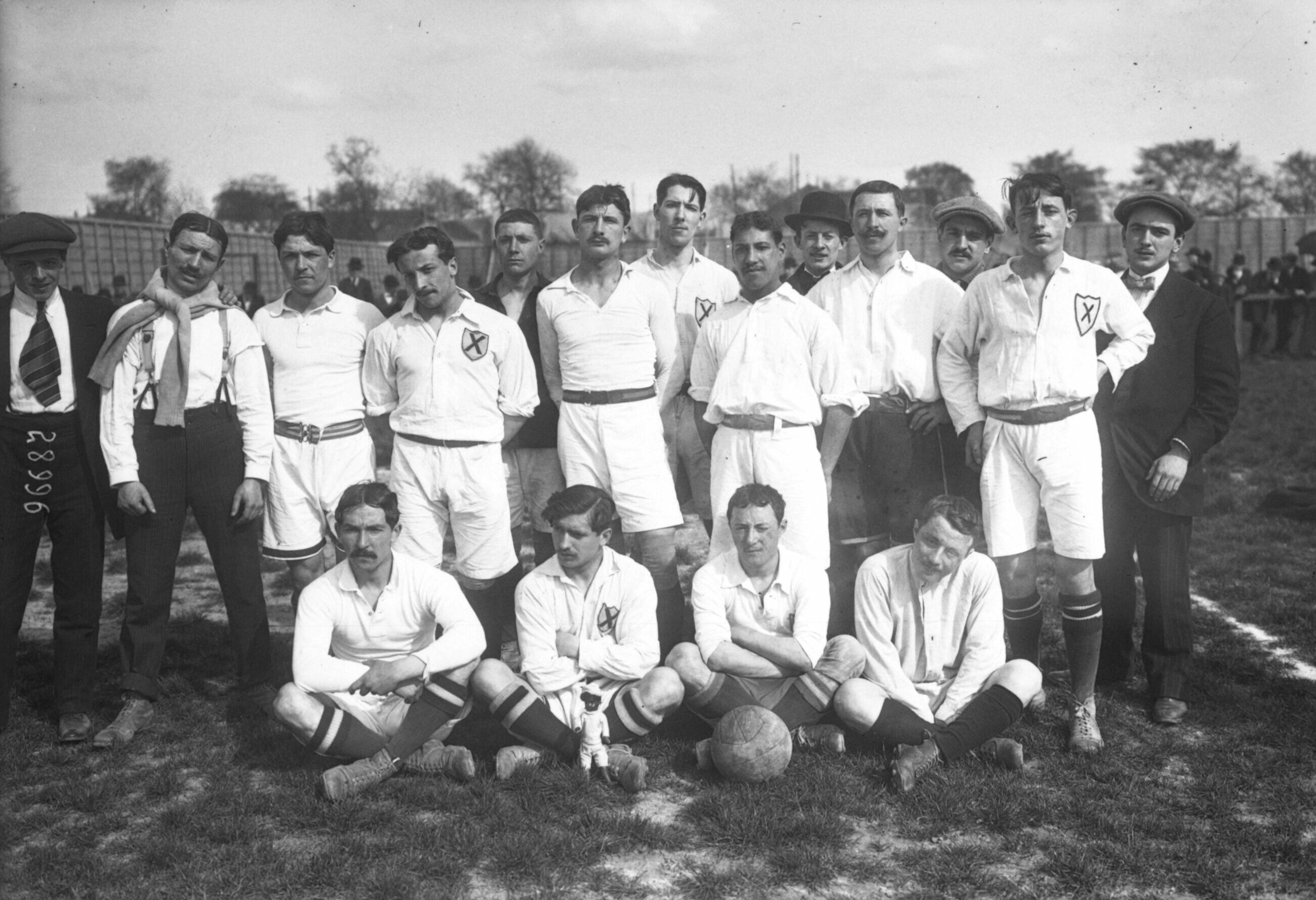
Les « bons gars de Bordeaux », champions de France FGSPF 1909.

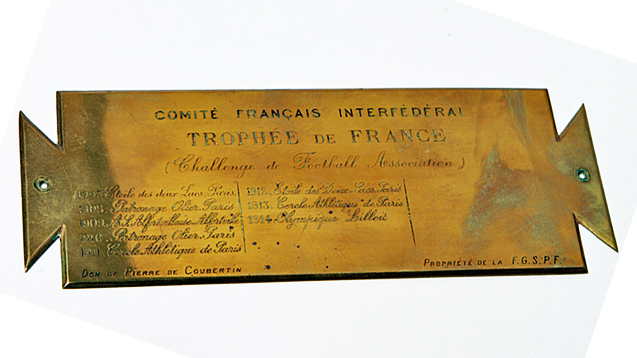
Plaque/palmarès du Trophée de France.

La majorité des groupements sportifs français — y compris de nombreux patronages et établissements scolaires religieux — adhère longtemps à l’USFSA qui dispose de commissions spécialisées pour chaque discipline. Ses dirigeants, férus de football-rugby, s’avèrent plus réticents vis-à-vis du football-association qui mobilise déjà des sportifs professionnels outre-Manche mais qui est aussi largement pratiqué dans les cours des presbytères et dont la nouvelle Fédération des sociétés catholiques de gymnastique (FSCG) ne peut plus se désintéresser depuis qu’elle en a fait état dans son bulletin de janvier 1900 et organisé de premières rencontres l’année suivante. C’est peut-être pour affirmer sa légitimité à s’en préoccuper qu’elle prend en 1903 le nom de Fédération gymnastique et sportive des patronages de France et organise dès l’année suivante son propre championnat de France de football FGSPF qui connaît dix saisons pour s’interrompre avec la guerre puis s’effacer au profit de la création de la coupe Charles Simon en 1917. Seul persiste alors un championnat fédéral.

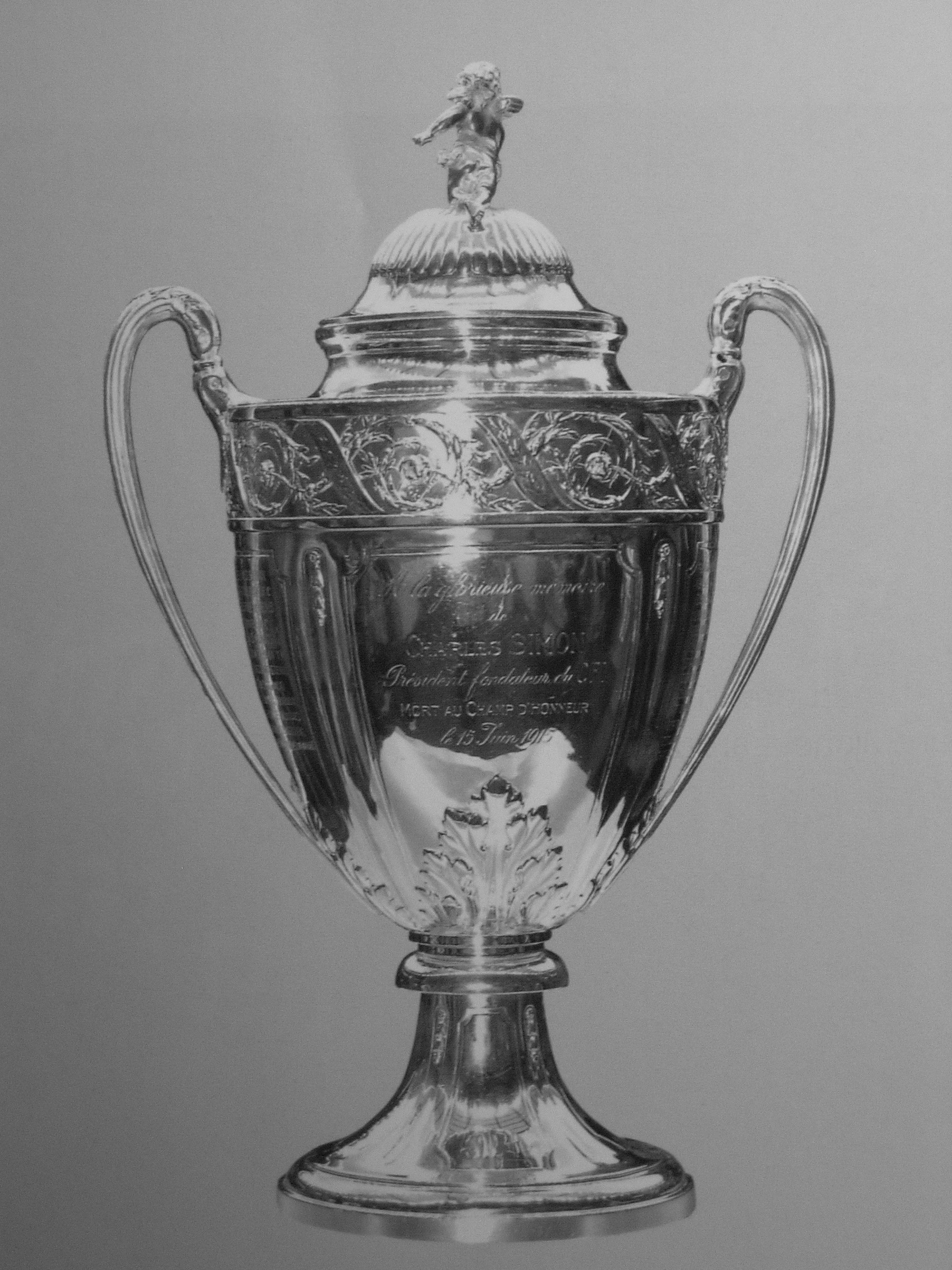
Trophée de la Coupe de France de football (coupe Charles Simon).

Les difficultés s’accumulant, c’est son secrétaire général, Charles Simon qui est à l’initiative de la fondation du Comité français interfédéral (CFI) en 1907. Il reçoit alors l’adhésion individuelle de membres de l’USFSA favorables au football. Le premier championnat du CFI en 1907 est doté d’un trophée offert par Pierre de Coubertin lui-même. Les nouvelles adhésions ne sont pas désintéressées : l’USFSA ayant quitté avec fracas en 1908 la Fédération internationale de football association (FIFA), Simon y a immédiatement affilié le CFI, devenu le seul organisme à y représenter la France. En 1912, celui-ci décide de limiter strictement son champ d’action au seul football-association.
Le siège du CFI est toujours celui de la FGSPF : 5 place Saint-Thomas-d’Aquin à Paris. Le 15 juin 1915, Charles Simon tombe au champ d’honneur et Henri Delaunay lui succède dans ses fonctions à la FGSPF et au CFI. Ceux-ci décident le 5 janvier 1917 de donner le nom du héros disparu à la Coupe de France de football. Le 7 avril 1919, le CFI devient Fédération française de football (FFF) sous la présidence de Jules Rimet et le secrétariat général d’Henri Delaunay qui cède sa place à la FGSPF à Armand Thibaudeau, lui-même aux origines de la Fédération française de basket-ball (FFBB).
Si la FGSPF fournit, à l’occasion du conflit, une partie de ses cadres à l’armée française grâce à son engagement préalable à l’égard de la préparation militaire, les plus jeunes participent activement pendant ce temps à l’effort national. La FGSPF fournit au ministère de l’agriculture des contingents de jeunes citadins pour assurer les travaux des champs. Sur Paris, elle sait mobiliser sur simple appel les équipes de brancardiers indispensables à l’accueil des blessés dans les gares de la capitale.
La victoire de 1918 a coûté à la FGSPF 24 000 tués et 60 000 blessés. Les deux tiers de ses 110 000 membres ont reçu la croix de guerre.

### Le basket-ball, la culture, la Jeunesse ouvrière chrétienne (1919-1940)

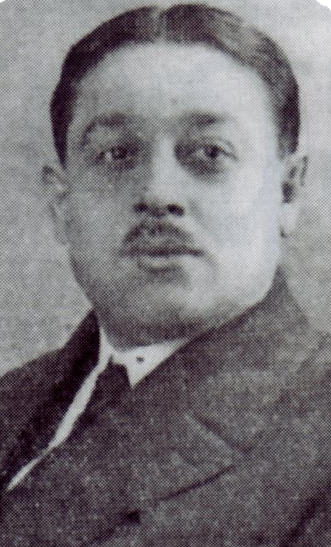
Armand Thibaudeau incarne le rôle des patronages dans le basket.

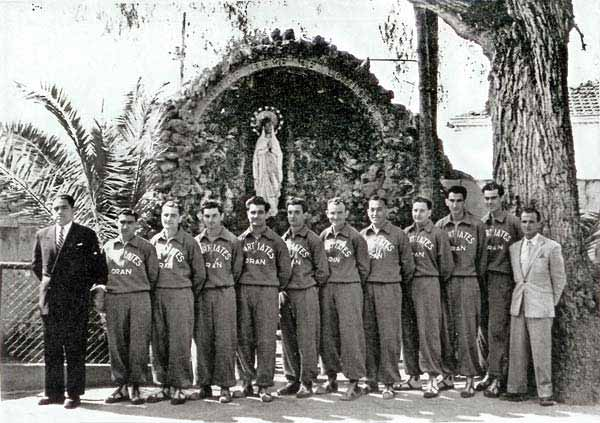
Champions de l’Union française en 1949, les Spartiates d'Oran illustrent la réussite du basket-ball à la FGSPF et son implantation en Afrique du Nord.

Après avoir accueilli et intégré le 15 mai 1919 l’Elsaessicher Turnerbund (ETB), organisation des sociétés catholiques de gymnastique d’Alsace qui prend alors nom d’Avant-garde du Rhin (AGR), la FGSPF célèbre la victoire le 25 juillet 1920 par un grand concours à Metz, ville natale de Paul Michaux, redevenue française. Pour cela, plus de 25 000 jeunes issus des patronages sont tombés au champ d’honneur et il a fallu ce sacrifice pour pacifier les rapports avec les pouvoirs publics. Le 20 mars 1921, le docteur Michaux reçoit des mains du maréchal Foch la Légion d’honneur pour « services distingués, éminents, et particulièrement dévoués […] rendus […] à la jeunesse ». La FGSPF est agréée dès 1922 et ses associations reçoivent agréments et subventions du Ministère de la Guerre sous réserve d’assurer prioritairement la gymnastique et la préparation militaire. Le 23 juillet 1923 la FGSPF fête son 25e anniversaire en réunissant 28 000 gymnastes et musiciens issus de 600 associations différentes. En dépit de critiques qui commencent à s’élever dans certaines sphères progressistes du clergé contre « le sport à goût de guerre » c’est le départ d’une ère particulièrement faste : entre la récente disparition de l’USFSA et le développement encore balbutiant des fédérations unisports, auquel elle participe largement pour le football et le basket-ball, elle est la première fédération sportive française. En 1928, 1 500 de ses 2 500 associations sont agréées et le 26 avril elle est admise au Comité national des sports. Elle assume ce statut en étant à l’initiative des grandes innovations de l’entre-deux-guerres : assurance sportive en 1924, certificat médical en 1930 à l’initiative du docteur Récamier, brevet sportif populaire, brevets du footballeur et du basketteur-athlète. La disparition de Paul Michaux en 1923, remplacé par François Hébrard, ne brise pas l’élan.

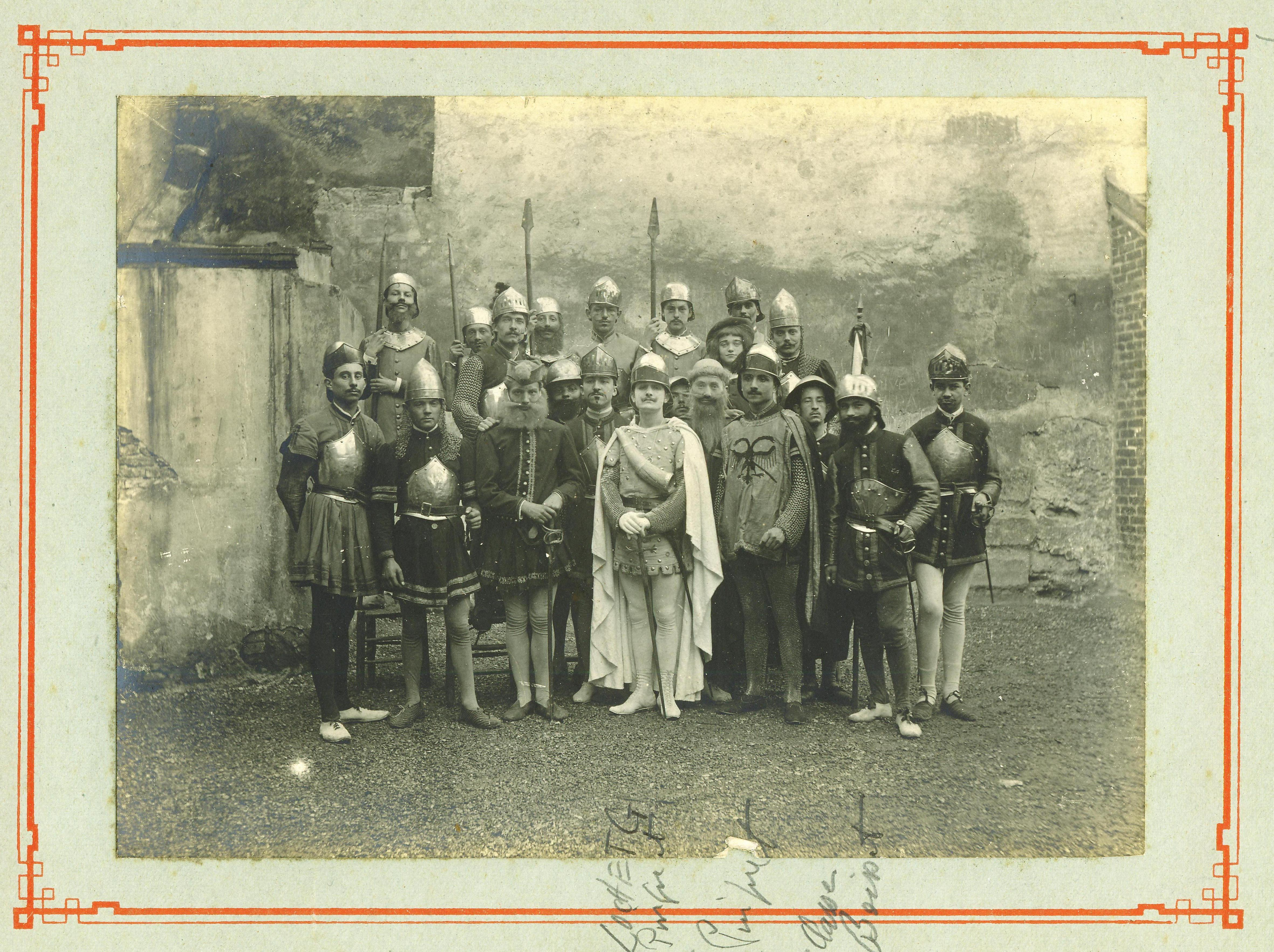
Représentation théâtrale dans un patronage vers 1900.

Les sports se développent et plus particulièrement le basket-ball, dont le secrétaire général, Armand Thibaudeau s’investit particulièrement dans ce nouveau sport qui se structure d’abord en 1920 au sein de la Fédération française d’athlétisme (FFA) née de l’éclatement de l’USFSA dès la fin de la guerre. La même année apparait le premier championnat fédéral dans cette discipline. Dès 1925, pour la seule région parisienne la FGSPF compte 110 équipes alors que la FFA n’en compte que 57 et c’est un patronage du Havre fondé en 1874, l’Union Saint-Thomas-d’Aquin qui est le premier club enregistré par la FFBB lors de son accès à l’autonomie en 1932. C’est aussi l’époque du développement des patronages de l’Algérie française et là encore le basket est au premier plan : les Spartiates d'Oran, meilleur club d’Algérie, sont sacrés champions de l’Union française en 1949, après avoir battu l’équipe de France militaire et l’Association sportive de Villeurbanne Éveil lyonnais (ASVEL). Cette association, 17 fois championnes de France entre 1949 et 2009, est issue, en 1948, de la fusion pour le moins originale d’un patronage de Lyon l’Éveil Sportif Sainte Marie de la Guillotière de Lyon (ESSMG) avec l’Association sportive de Villeurbanne à vocation essentiellement laïque, affiliée à la Fédération sportive et gymnique du travail (FSGT).
La FGSPF ne peut se désintéresser du théâtre, et du cinéma,, fortes parties de l’activité des patronages dès leur origine au XIXe siècle mais, par souci de non-concurrence, elle ne structure pas ces domaines qui relèvent encore de l’Association théâtrale des œuvres catholiques d’éducation populaire (ATOCEP) et de la Fédération loisirs et culture cinématographiques (FLECC) qui gèrent ce champ d’activité. Il en est de même pour les colonies de vacances qui fleurissent avec les premiers congés payés dès 1922 et l’action de Marc Sangnier (1873-1950) au niveau des auberges de Jeunesse (AJ) à partir de 1929 et parfois des troupes scoutes rattachées localement aux patronages. Il revient au président François Hébrard d’entretenir de bonnes relations avec ces divers organismes étroitement mêlés à la vie quotidienne des associations affiliées. Il faut cependant attendre 1968 pour que la Fédération sportive et culturelle de France (FSCF) prenne officiellement en charge ces activités bien présentes dans les patronages dès leurs origines.

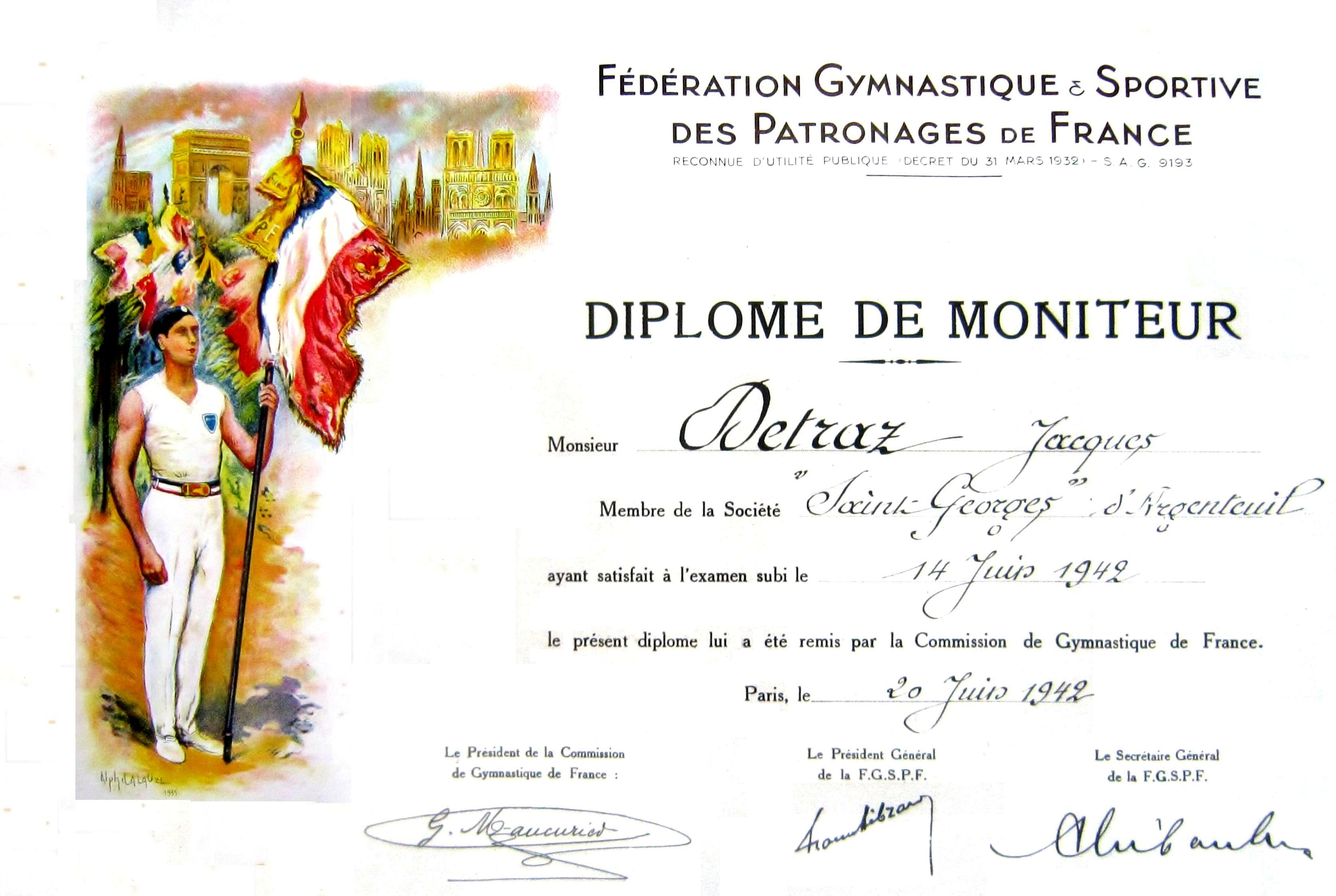
Même sous l’Occupation, la formation reste une priorité pour la FGSPF.

Cependant la gymnastique reste bien l’activité principale. Gabriel Maucurier, ancien international de cette discipline et inspecteur de la ville de Paris, poursuit un important travail de formation. L’initiative en revient dès 1924 à l’Union régionale de Seine-et-Oise et en 1929 la FGSPF élargit l’expérience à Strasbourg, Royan en 1930 et enfin l’école supérieure de Joinville en 1935 pour le premier stage de moniteurs fédéraux. En 1936, aux jeux olympiques de Berlin le tiers de l’équipe de France est ainsi issu de la FGSPF. Aux Jeux de l’UIOCEP à Vienne, en 1936 également, puis de Ljubljana, en 1938, la FGSPF domine largement les autres nations avec Herman, Hérold et les frères Schlidwein. Les sports et la gymnastique sont certes la raison d’être de la FGSPF dont la préparation militaire reste toujours une mission importante : en 1935, 3 732 brevets sont attribués sous son autorité.

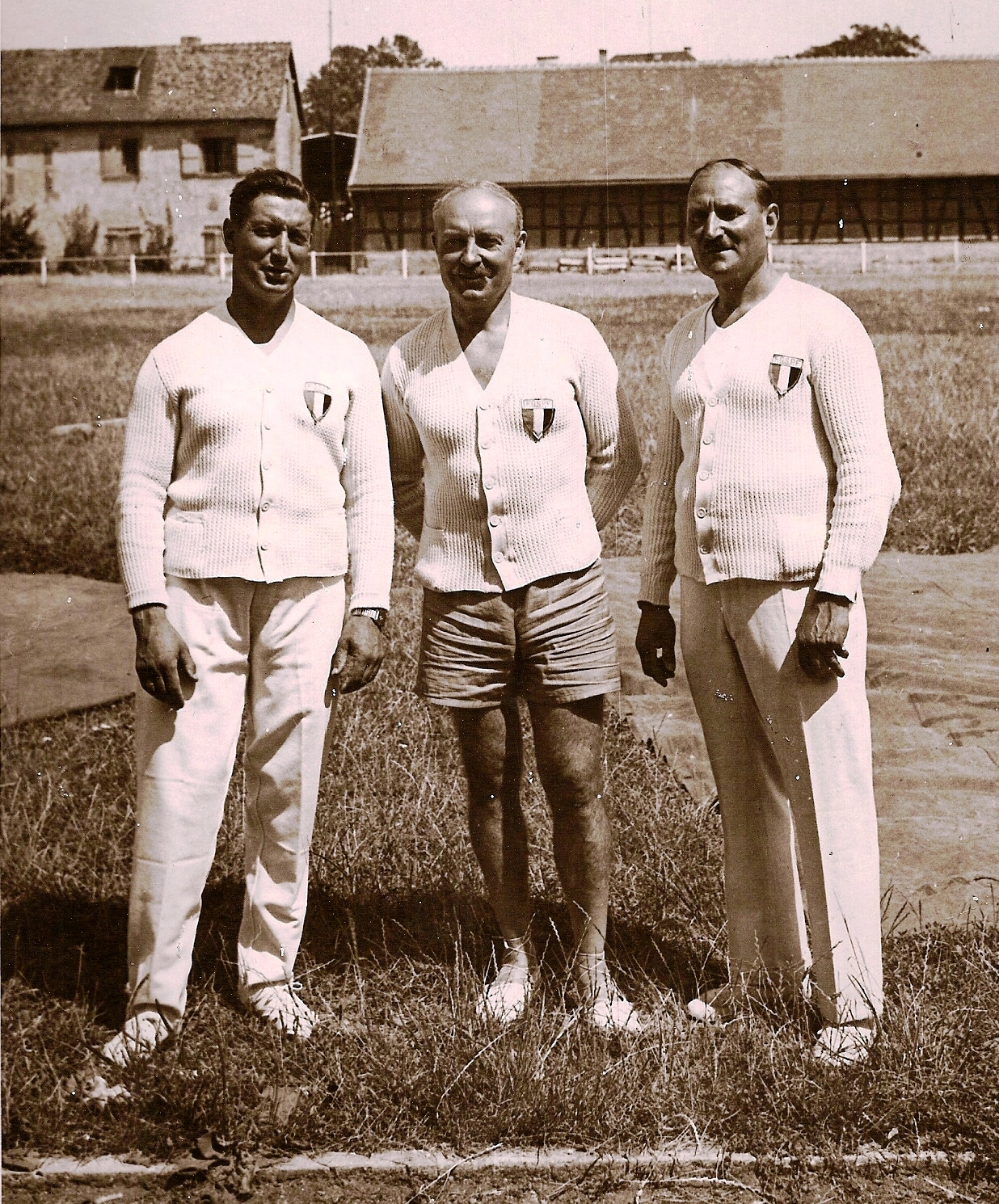
Strasbourg 1936, Gabriel Maucurier et ses deux adjoints.

C’est aussi une période d’organisations d’évènements grandioses : à Strasbourg en 1921 (266 associations, 18 000 gymnastes et musiciens), les 21 et 22 juillet 1923 au Champ-de-Mars à Paris, concours international sous la présidence d’honneur d’Alexandre Millerand, président de la République française (600 associations, 28 000 gymnastes et musiciens), à Nice en 1932 (422 associations, 19 000 gymnastes et musiciens). De grands déplacements sont également organisés hors métropole : Liège et Maribor en 1920, Brno du 16 au 23 août 1922 avec train spécial pour les 300 participants, Prague en 1929, Anvers en 1930, Vienne en 1936, Liège en 1939 et surtout Alger pour célébrer, le 14 juin 1930, le centenaire du débarquement de Sidi-Ferruch ; malgré la crise économique 70 associations avec 3 500 gymnastes et musiciens venus des Bouches-du-Rhône, d’Alsace, de la Seine, du Rhône, d'Aquitaine, du Maine-et-Loire pour un grand concours fédéral. La Ganda de Gand complète les effectifs et trois bateaux spéciaux partent de Marseille : le Lamoricière, le duc d’Aumale, l’Espagne. Enfin les 10 et 11 juillet 1937, la fédération regroupe à Paris 900 associations, 33 000 gymnastes et musiciens à l’occasion de l’Exposition universelle.
La FGSPF suit aussi le développement du sport scolaire qui nécessite de donner toute son autonomie à l’Union gymnastique et sportive de l’enseignement libre qui devient l’UGSEL peu avant la guerre. À côté de la gymnastique et du sport elle se préoccupe aussi d’éducation physique extrascolaire et crée en 1935 une commission d’éducation physique qui élabore aussitôt une fiche et un certificat d’éducation physique inspirés de Georges Hébert préfigurant le Brevet sportif populaire (BSP) institué par Léo Lagrange deux ans plus tard. La même année se déroule en Tarentaise le premier concours catholique de skieurs organisé par l’union régionale Ain-Savoies. Elle accompagne le passage parfois délicat des cercles d’études traditionnels, où toutes les classes sociales de la paroisse se côtoient, vers la nouvelle action catholique spécialisée Jeunesse ouvrière chrétienne (JOC), Jeunesse agricole catholique (JAC), Action catholique ouvrière (ACO). Afin de faire entendre sa voix, elle organise et entretient un véritable réseau de communication soutenu par des actions de promotion. Véritable pivot de tout un champ d’éducation populaire, reconnue d’utilité publique par le décret du 31 mars 1932 et bénéficiant de l’appui de la hiérarchie catholique elle va devoir affronter à nouveau la guerre.
Dès le 4 octobre 1940, la nouvelle réglementation induite par la Charte des sports contraint le Rayon sportif féminin (RSF), à fusionner avec la FGSPF,. L’Occupation ayant scindé la France en deux, l’Union régionale lyonnaise présidée par le docteur Exaltier devient le centre et le moteur de la FGSPF en zone libre où la fédération dépêche Eugénie Duisit. Puis la FGSPF doit adopter le 24 octobre 1942 le sigle imposé par les pouvoirs publics d’Union gymnique et sportive des patronages de France (UGSPF). À la Libération elle reprend son titre de façon éphémère pour le troquer contre celui de Fédération sportive de France (FSF) en 1947.
Les effectifs des membres sont alors difficiles à cerner, les statistiques ministérielles étant encore inexistantes et, bien que la FGSPF soit à l’origine même de la licence, la pratique semble en rester assez aléatoire : les rapports de congrès parlent plus souvent de membres et le caractère très élevé et approximatif de leur évaluation est mis en cause quelques années plus tard par Robert Pringarbe. L’approche la plus réaliste des membres véritablement actifs dans le domaine sportif reste le relevé des participants aux nombreux concours annuels. Pour la seule gymnastique on en dénombre 120 000 pour 287 concours en 1938 qui voit aussi 45 compétitions régionales de basket, 44 de football et 36 d’athlétisme alors que la fédération n’a délivré que 95 277 licences et annonce un effectif de 650 000 membres lors du congrès fédéral suivant.

## Les activités de la FGSPF
L’activité de la FGSPF se situe dans la première moitié du XXe siècle soit essentiellement avant 1939 si on considère que l’activité fédérale reste très limitée pendant la période de la dernière guerre. Sauf quelques exceptions : boxe, escrime, cyclisme, aviron, ainsi que les nouveaux sports mécaniques les fédérations unisports n’apparaissent véritablement que vingt ans plus tôt, après 1919 et encore parfois laborieusement ; par exemple jusqu’en 1931 le basket n’est qu’une commission de la toute jeune Fédération française d'athlétisme (FFA). Jusque-là, on « fait du sport » et souvent un sport un peu « fourre-tout » : Frantz Reichel est un exemple illustre de cette polyvalence et Ignace Heinrich, vice-champion olympique de décathlon aux Jeux olympiques de Londres en 1948, confiait encore il y a quelques années : « En Alsace, l’athlétisme, même pour moi, ça commençait en mai ; avant c’était cross et basket ». Les résultats d’un championnat strictement disciplinaire comportent souvent à cette époque des épreuves inattendues. On en trouve encore traces avec les challenges du basketteur-athlète, du footballeur-athlète et du gymnaste-athlète complet dont la dernière édition s'est déroulée en 1966.
Difficile donc de raisonner à partir du modèle sportif contemporain. Aussi et en dépit du développement du foot et du basket ainsi que d’une pratique avérée du cross et de l’athlétisme, plus que des « championnats » comme nous l’entendons aujourd’hui ce sont les grands rassemblements gymniques qui caractérisent l’essentiel de l’activité sportive populaire, objet premier de cette fédération. Censée à ses origines couronner un développement et des compétences physiques complets et harmonieux, cette gymnastique est alors encore elle-même largement omnisport : des épreuves de course, de sauts, de lancers, de grimper, de lever-porter voire de natation persistent longtemps même aux championnats du monde de gymnastique dont ils ne disparaissent qu’en 1954 lors de ceux de Moscou. Avant cette date, les champions répertoriés dans les palmarès doivent parfois plus leur titre au lever ou lancer de gueuses ou au saut à la perche qu’à la barre fixe et l’acrobatie au sol est encore absente du programme compétitif. La période de l’Occupation qui officialise la méthode d’éducation physique naturelle prônée par Georges Hébert et couronnée par le concept d'athlète complet renforce cet usage qui perdure dans les patronages jusqu'aux débuts de la FSF et ne commence véritablement à régresser qu’après les Jeux olympiques de Rome en 1960.

## Le chant fédéral

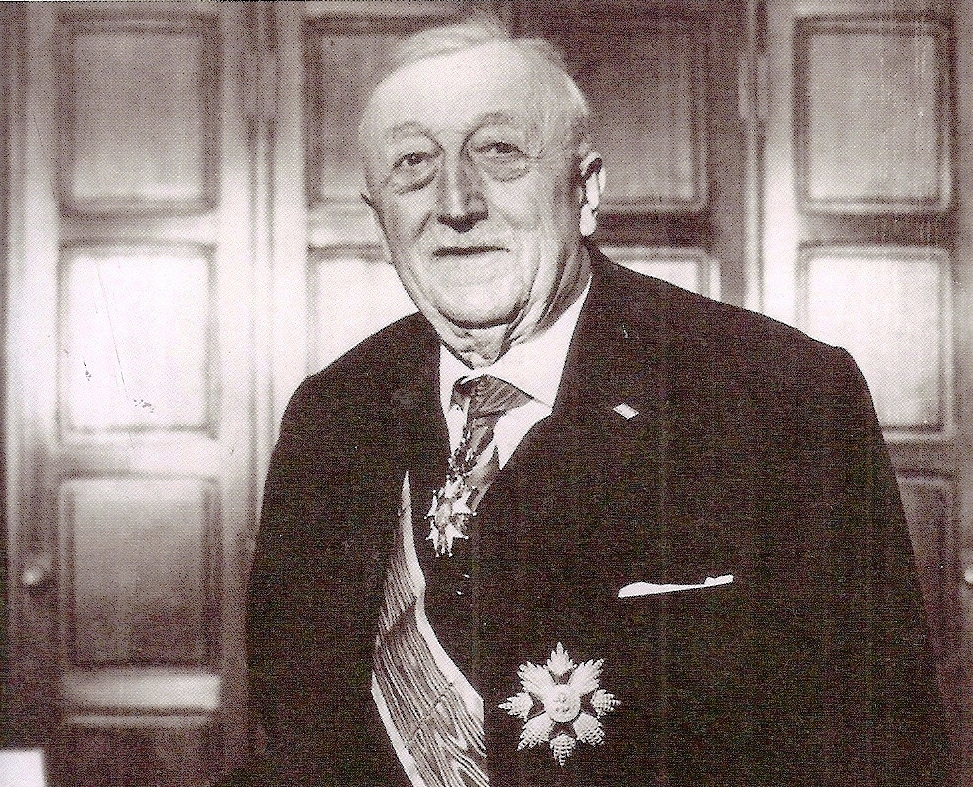
François Hébrard, président de la FGSPF de 1923 à 1947.

Depuis Francisco Amoros le chant collectif est un authentique exercice associé à la gymnastique et celui-ci a publié dès 1818 un ouvrage regroupant les œuvres les mieux adaptées à cette fin. La FGSPF n'échappe pas à cette règle et possède son propre hymne, publié la première fois le 27 mars 1932, qui exalte à la fois les valeurs patriotiques et spirituelles sur des paroles du R.P. Bellouard et une musique martiale de Gabriel Defrance, président de la commission des musiques et fanfares. Voici son refrain :

« Nous voici debout dans l'arène
Ô France, applaudis nos combats
La voix des grands morts nous entraîne
Et la Fédé guide nos pas. »

Il ne s'agit pas d'une œuvre confidentielle rangée au fond d'un placard et tous les membres de la fédération doivent la connaître. En effet son exécution entre dans le classement des compétitions gymniques et chaque section doit l'interpréter en plein air, en ordre déployé et en marquant le pas sur place avant l'exécution des exercices d'ensemble, souvent dans la rosée du petit matin. L'usage en perdure jusqu'aux années 1960.

## Les achats FGSPF
Dès 1925, la FGSPF se dote d'une entité commerciale, juridiquement indépendante, dite "service des achats" qui porte le même sigle (FGSPF signifiant dans ce cas : Fournitures générales sportives des patronages de France). Cette petite ou moyenne entreprise (PME) a pour fonction d'approvisionner les services du siège et les adhérents en fournitures et équipements de sport (tenues, ballons, agrès de gymnastique, documentation, etc.).